# PGC 214958
LEDA/PGC 214958 ist eine Galaxie im Sternbild Pegasus nördlich der Ekliptik. Sie ist schätzungsweise 263 Millionen Lichtjahre von der Milchstraße entfernt und hat einen Durchmesser von etwa 80.000 Lichtjahren. Vom Sonnensystem aus entfernt sich das Objekt mit einer errechneten Radialgeschwindigkeit von näherungsweise 5.700 Kilometern pro Sekunde. Nach Lage der Daten bildet sie gemeinsam mit NGC 7660 ein gravitativ gebundenes Galaxienpaar und mit PGC 214959 ein optisches Tripel.
Im selben Himmelsareal befinden sich unter anderem die Galaxien PGC 71372, PGC 71454, PGC 1781617, PGC 1810802.